# Setge d'Arle (425)
El setge d'Arle del 425 fou un dels episodis bèl·lics entre els visigots als romans durant l'etapa del Baix Imperi, quan es posà en estat de setge la ciutat d'Arle el 425 per la part visigoda aprofitant un moment de feblesa a la cort de Ravenna, així mateix, derivat de la política expansiva del rei dels visigots Teodoric I, que volia estendre els seus dominis i fer valer la seva autonomia política enfront dels romans, malgrat ser federat de l'imperi. Les dades de la batalla a l'arribada d'Aeci són desconegudes, tant pel que fa al nombre de soldats dels contingents com en les baixes, si bé la victòria fou clarament romana, perquè Teodoric I es retirà a Tolosa.

## Context
Instal·lats dins dels límits de l'Imperi Romà d'Occident, el 418 els visigots, dirigits per Vàlia, van establir-se al territori del sud de la Gàl·lia, ubicant la seva capital a la ciutat de Tolosa, a través d'una aliança de federats amb els romans. No obstant això, Vàlia morí aquell any i fou escollit com a rei Teodoric I, que lluny d'aliar-se i supeditar-se als romans els enfrontà, i al llarg del seu regnat va violar en diverses ocasions el foedus i s'hi enfrontà.

## Setge
La mort de l'emperador Honori el 423 va provocar una gran confusió i desordre per dur a terme la successió al tron imperial, els visigots i el seu nou rei aprofitaren per intentar fer-se camí vers la costa mediterrània, ocupant la Narbonesa i la Provença. Els visigots, abans de tenir un lloc estable on viure havien intentat en diverses ocasions atacar les ciutats fortificades del sud de la Gàl·lia, però no havien tingut èxit; en aquesta ocasió l'existència d'un lloc estable els feu gaudir d'un aparell logístic molt millor, que els podia permetre mantenir un setge durant anys. Teodoric va fixar la seva mirada en Arle, una de les capitals més importants de la Gàl·lia Narbonesa, i s'hi obrí camí i l'assetjà el 425.
No hi ha dades de la batalla, però l'intent de Teodoric I va fracassar. Els romans van enviar al general Flavi Aeci a la Gàl·lia per restablir l'ordre, i Teodoric sembla que es veié obligat a retirar-se a Tolosa. Aeci aconseguí una pau més o menys duradora, de fet, durà una dècada, tret d'un episodi el 430 en què els visigots van intentar de nou assetjar Arle, novament sense èxit; va donar sobirania als visigots sobre les terres ocupades originalment a partir del foedus, a canvi, però, havien de deixar totes les terres que havien anat conquerint fins a arribar a Arle. D'altra banda, Aeci aconseguia establir un equilibri de forces entre els diferents pobles bàrbars establerts a la Gàl·lia.